# 그라노벨로

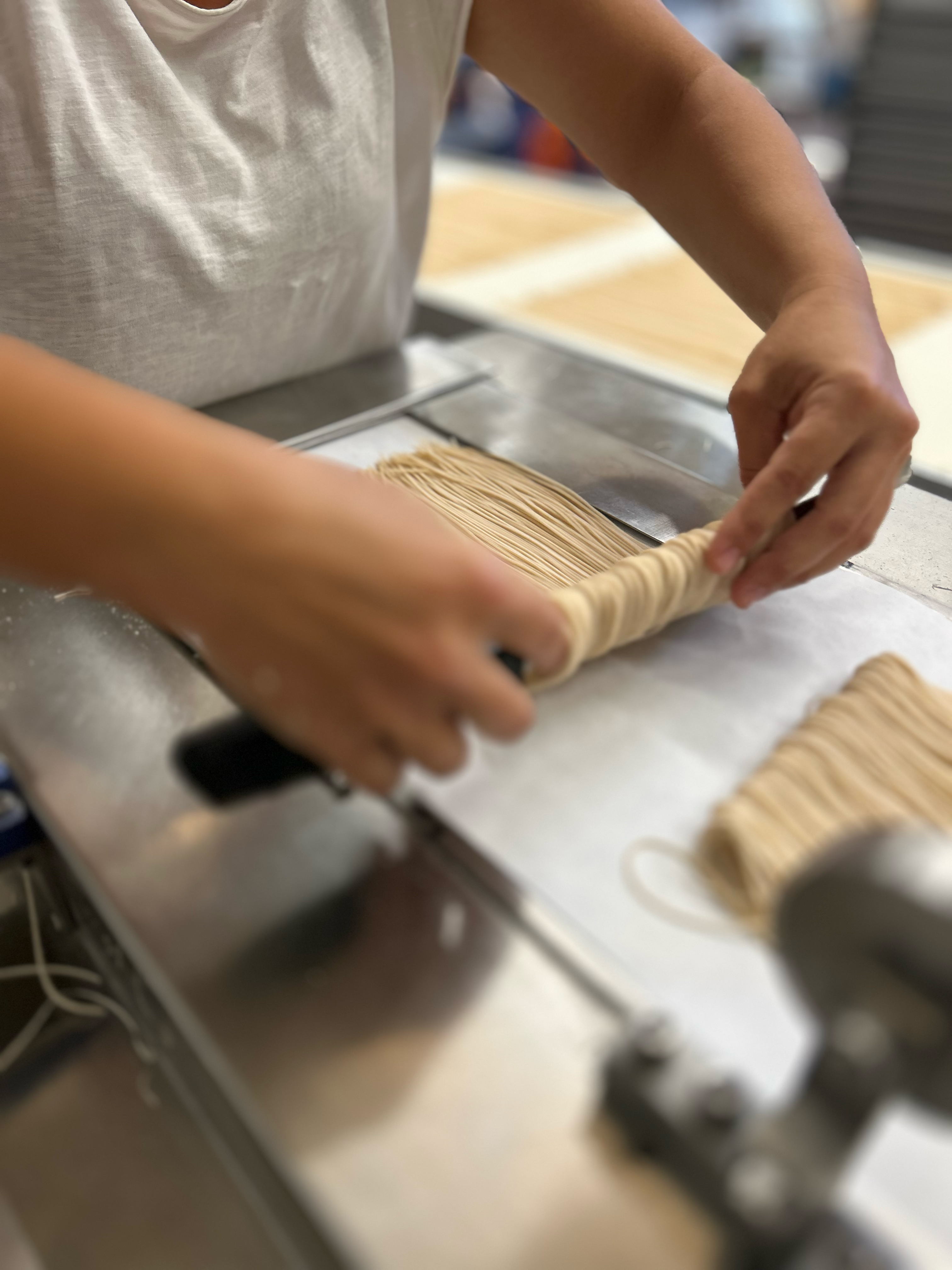

## 개요
'그라노벨로'는 통곡물 파로를 100% 활용하여 만든 면으로, 이탈리아 마르케 지역에서는 이를 그라노벨로라고 불렀다.

## 제조공정
일반 파스타면과는 달리 두께가 얇고 수작업으로 만들어지는 그라노벨로는 Slow drying 및 브론즈 다이 공법을 통해 만들어진다. 50도 이하의 온도에서 약 36시간 동안 천천히 건조시켜 영양 손실을 최소화 시키고 청동형판 반죽 틀에 눌러 면의 표면을 미세하게 거친 표면으로 만들어 줌으로써 소스를 잘 배게 한다는 특징이 있다.

## 역사
고대 이탈리아 마르케 지역에는 다른 내용물은 섞지 않고 오직 파로만으로 면을 만들기 시작했다. 그 결과 그라노벨로는 15세기부터 귀한 손님한테 주는 선물이 되었다고 한다. 실제로 1560년 로마 가톨릭 교회의 공의회에서 특선요리로 선보였을 만큼 귀중한 음식이었으며 매일 먹는 음식이 아닌, 축제나 파티때 먹을 수 있는 프리미엄 음식이었다고 한다.